# Selección de rugby playa de Paraguay
La selección de rugby playa de Paraguay es el representativo de dicho país en las competencias internacionales oficiales de rugby desarrolladas en playa.

## Participación en copas

### Juegos Suramericanos
- Punta del Este y Montevideo 2009: 2º puesto [1]
- Manta 2011: 5º puesto
- La Guaira 2014: No participó
- Rosario 2019:  5º puesto
- Santa Marta 2023: No participó

### Juegos Bolivarianos de Playa
- Lima 2012: 2º puesto [2]
- Huanchaco 2014: No participó
- Iquique 2016: 3º puesto

## Palmarés
- Juegos Bolivarianos de Playa: 
  -  Medalla de plata: 2012
  -  Medalla de bronce: 2016

- Juegos Suramericanos: 
  -  Medalla de plata: 2009